# ییلوویتسه (ناحیه چسکه بودیوویتسه)
ییلوویتسه (به چکی: Jílovice) یک منطقهٔ مسکونی در جمهوری چک است که در شهرستان چسکه بودیوویتسه واقع شده‌است. ییلوویتسه ۴۴٫۳۳ کیلومتر مربع مساحت و ۹۱۲ نفر جمعیت دارد و ۴۹۴ متر بالاتر از سطح دریا واقع شده‌است.